# Dubá
Dubá (německy Dauba) je město v okrese Česká Lípa na jihozápadě Libereckého kraje, šestnáct kilometrů jižně od České Lípy a devět kilometrů jihozápadně od Máchova jezera. Město se nachází na hranici Chráněné krajinné oblasti Kokořínsko – Máchův kraj v nadmořské výšce 266 metrů a je obklopeno členitou krajinou, bohatou na lesy a rokle mezi pískovcovými skalami. Jde o přirozené středisko chalupářů z okolních vsí a osad, z nichž většina je k Dubé přičleněna. Kolem města po obchvatu z roku 2017 vede tranzitní silnice I/9 z Prahy na hraniční přechod Rumburk/Neugersdorf. V Dubé je evidováno asi 830 adres a žije zde přibližně 1 700 obyvatel.

## Historie

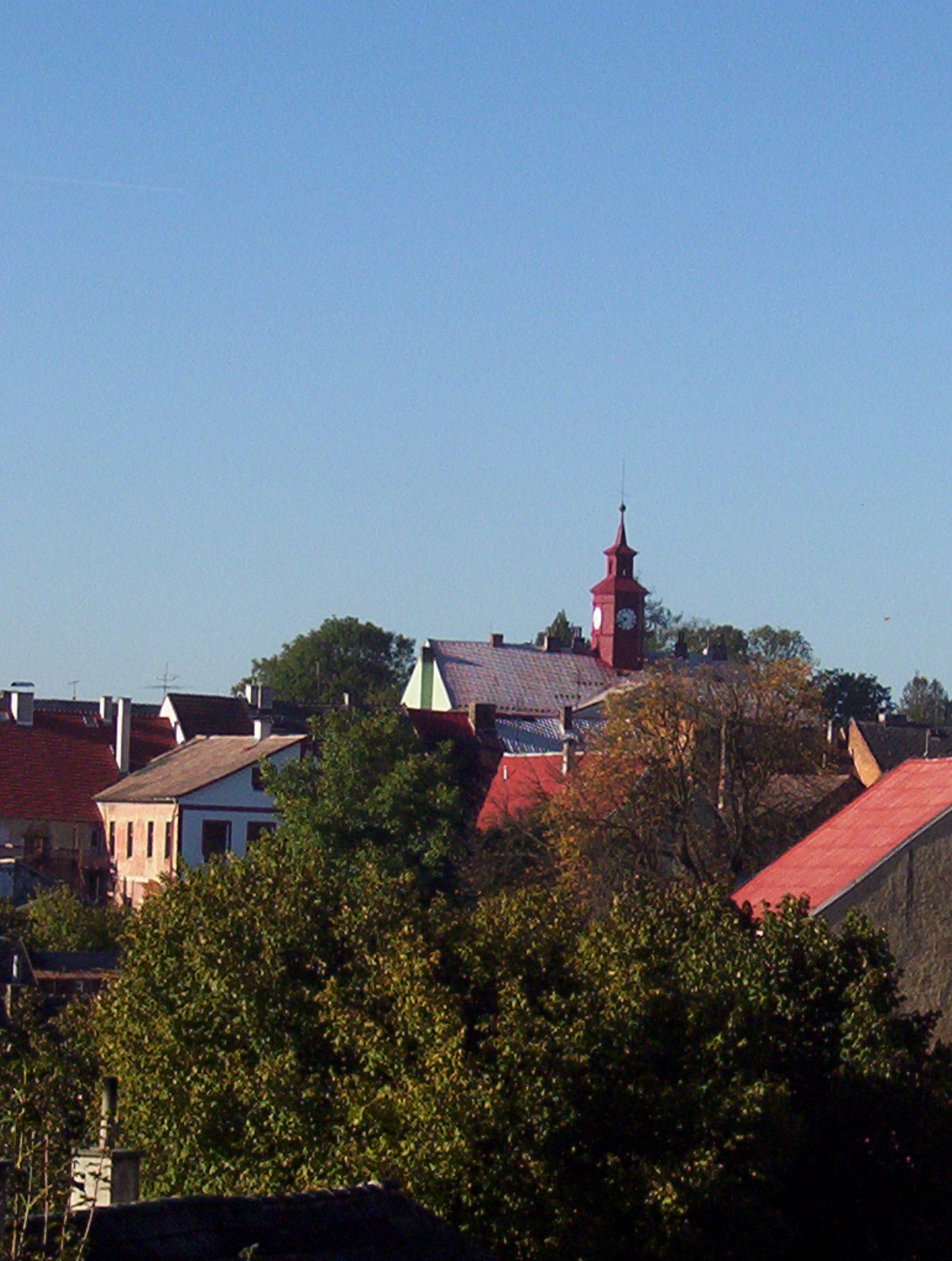
Dubá

První písemná zmínka o Dubé pochází z roku 1253, listina dosvědčuje nadání Dubé a dalších vesnic králem Václavem I. a dalších šlechticů nově založenému řádu křižovníků s červenou hvězdou. Dubský statek byl pro řád příliš odlehlý a proto jej po roce 1257 prodali rodu Ronovců, kteří Dubou drželi téměř 400 let. Přídomek z Dubé používala nejvýznamnější větev rodu Ronovců, například nejvyšší pražský purkrabí Hynek Berka z Dubé († 1348). Prvním z Berků, který byl vlastníkem Dubé byl kastelán Častolov ze Žitavy. Dalším byl v letech 1276 až 1288 Hynek Berka.
V té době již existoval hrad Dubá, kostel sv. Petra a Pavla a ves při něm. Archeologické vykopávky, nalezené při stavbě vilové čtvrti u kostela Nalezení sv. Kříže a na dalších místech, dokládají osídlení mnohem starší, z 11. století. Poblíž města, v tři kilometry vzdálených Pavličkách, byla nalezena staroslovanská popelnice pražského typu ze 7. století.
Město bylo založeno kolem roku 1300 v údolí, zároveň byl postaven i druhý kostel sv. Kateřiny v místech dnešní pošty, při něm byla zřízena kolem roku 1408 i škola. Po bitvě na Bílé hoře roku 1620 poslední zdejší z Berků Václav propadl majetkem i hrdlem, městečko bylo konfiskováno a stalo se majetkem Albrechta z Valdštejna. Po jeho násilné smrti při atentátu roku 1634 v Chebu se panství i s hradem a zámkem dostalo do vlastnictví jeho vraha Richarda Waltera Butlera. Po jeho smrti přešla Dubá do rukou vdovy regentky Anny Marie z Donína, která se provdala za hraběte z Heissensteinu. Pak nastalo období soudních sporů s irskou rodinou Butlerů. Butlerové zde tvrdě panovali až do roku 1723. Roku 1680 vymřelo mnoho obyvatel na mor a roku 1695 město poničil požár. Původní obyvatelstvo bylo české, až během 17. století sem přišli němečtí kolonisté.
V letech 1723 až 1806 správu nad městečkem převzal hrabě Karel Rudolf Sweerst-Sporck (z rodiny Šporků). Měl umělecké sklony a jeho zásluhou se zde začaly stavět barokní stavby, chrám, kaple, sochy ve městě.
V letech 1744–1760 byl postaven kostel Nalezení svatého Kříže, oba starší kostely byly posléze zrušeny a zanikly. Dubský hrad se rovněž nedochoval, v polovině 16. století postavil Adam Berka z Dubé nedaleko města zámek Nový Berštejn.
V roce 1843 se Dubá dočkala povýšení na město.

### Dubá okresním městem
Po zrušení nevolnictví a v důsledku revolučních událostí roku 1848 došlo v Rakousko-Uhersku k radikálním změnám státní správy. Byla zrušena panství šlechty, ustanoveny během roku 1850 nové kraje, politické a soudní okresy. Dubá byla v roce 1848 součástí panství Berštejn, které vlastnil hrabě Kristián z Valdštejna a Vartenberka. Panství Berštejn náleželo pod kraj Mladá Boleslav.
Po reformě se stala Dubá sídlem politického okresu Dubá (Politischer Bezirk Dauba), jehož součástí byly dva soudní okresy (Dubá a Štětí). Do politického okresu náleželo 42 obcí, z nichž dvě byla městem, Dubá a Doksy. Dubá byla i sídlem berního úřadu. Okresní soud v Dubé spadal pod krajský (zemský) soud v České Lípě.
Při další státní reformě byl roku 1855 Českolipský kraj zrušen a byly ustaveny jiné kraje. Okres Dubá zůstal v kraji Mladá Boleslav, který se rozsahem území změnil. Změnil se i seznam obcí v okresu Dubá. Soud v Dubé byl převeden pod krajský soud v Mladé Boleslavi.

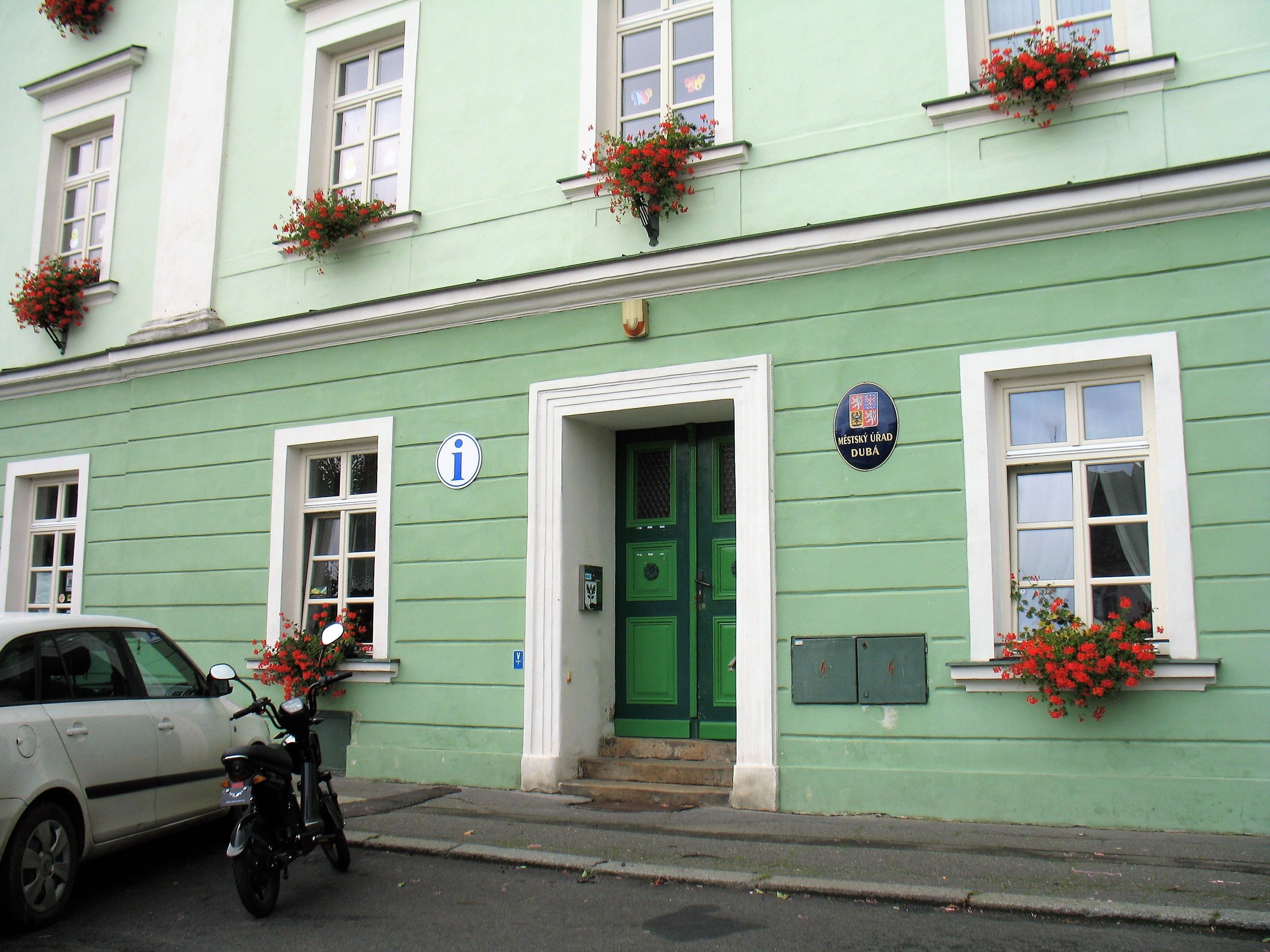
Vstup do budovy radnice

V roce 1862 byly zcela zrušeny kraje a poté řada politických okresů. Okres řízený okresním hejtmanstvím Dubá a také soudní okres v Dubé zůstaly. Tento stav s menšími úpravami zůstal do roku 1918. Od 18. století se v Dubé rozšířilo pěstování chmele, které znamenalo rozkvět celé oblasti Dubska, postupné upadání chmelařství po roce 1900 znamenalo ekonomický i demografický pokles. Podíl na něm měla i absence železničního spojení s okolním světem. Po posledním velkém požáru v roce 1845 bylo město přestavěno do klasicistní podoby, postavena byla i nová radnice, kde sídlily od roku 1851 okresní úřady a soud.
V roce 1869 byla v Dubé ustavena Jednota bratrská, vybudováno středisko a konala se pravidelná náboženská kázání.

### Vývoj po roce 1945
Dnešní podobu město získalo po bombardování 9. května 1945 a následných demolicích. Dubá byla součástí Sudet, a po druhé světové válce došlo k odsunu německého obyvatelstva a příchodu nových osídlenců. Roku 1949 byl zrušen okres Dubá, posléze se město stalo jen střediskovou obcí. Statut města byl Dubé vrácen v roce 1992.
Dubá se profiluje jako výletní a turistické středisko. Je zde autokemp Nedamov na břehu Černého rybníka, v okolních vesnicích je několik penzionů (Nedamov, Horní Dubová Hora, Heřmánky). Naučná stezka Dubsko - Kokořínsko, která vede nejzajímavějšími místy, má delší a kratší trasu a začíná nedaleko autobusového nádraží. Okolní krajina je protkána sítí turistických značených stezek a vedou odtud cyklostezky směrem na Mšeno, Doksy, Štětí či Holany. Dostupnost většiny okolních vesnic a osad veřejnou dopravou je o víkendu či o letních prázdninách velmi problematická, ve městě nenabízí své služby ani taxi.

## Přírodní poměry
Větší část městské zástavby Dubé s okolními vesnicemi leží na území Chráněné krajinné oblasti Kokořínsko – Máchův kraj, přesněji její jižně položené kokořínské části. Nachází se zde přírodní rezervace Mokřady horní Liběchovky, v níž se vyskytují některé vzácné druhy rostlin a živočichů. Tato rezervace je součástí území chráněných mokřadů dle Ramsarské úmluvy. Na území Dubé částečně zasahuje svým jižním výběžkem v okolí Malého Vlhoště přírodní rezervace Vlhošť. Na katastrech městečka a k němu připojených částí jsou dále přírodní památky Martinské stěny, Kamenný vrch u Křenova a Deštenské pastviny.

## Obyvatelstvo
Při sčítání lidu v roce 1921 ve městě žilo 1 514 obyvatel (z toho 717 mužů), z nichž bylo sto Čechoslováků, 1 386 Němců, jeden Žid a 27 cizinců. Převládala římskokatolická většina (1 424 osob), ale žilo zde také padesát evangelíků, jeden člen církve československé, 23 židů, dvanáct příslušníků nezjišťovaných církví a čtyři lidé bez vyznání. Podle sčítání lidu z roku 1930 mělo město 1 417 obyvatel: 167 Čechoslováků, 1 225 Němců, pět příslušníků jiné národnosti a dvacet cizinců. Většina (1 314 osob) byla římskými katolíky, 56 lidí patřilo k evangelickým církvím, dvanáct k církvi československé, dvanáct k církvi izraelské, pět k jiným nezjišťovaným církvím a osmnáct lidí bylo bez vyznání.
| Rok            | 1869  | 1880  | 1890  | 1900  | 1910  | 1921  | 1930  | 1950  | 1961  | 1970  | 1980  | 1991  | 2001  | 2011  | 2021  |
| -------------- | ----- | ----- | ----- | ----- | ----- | ----- | ----- | ----- | ----- | ----- | ----- | ----- | ----- | ----- | ----- |
| Počet obyvatel | 1 758 | 1 885 | 1 810 | 1 724 | 1 530 | 1 514 | 1 417 | 1 145 | 1 163 | 1 097 | 1 271 | 1 180 | 1 246 | 1 246 | 1 135 |
| Počet domů     | 256   | 247   | 256   | 256   | 259   | 266   | 278   | 229   | 231   | 202   | 229   | 250   | 279   | 284   | 284   |

## Obecní správa

### Části města
Město Dubá se skládá z celkem 20 částí, které se rozkládají na 11 katastrálních územích:
- k. ú. Dubá – Dubá, Horní Dubová Hora a Nový Berštejn
- k. ú. Deštná u Dubé – Deštná
- k. ú. Dražejov u Dubé – Dražejov, Kluk a Nedvězí
- k. ú. Dřevčice – Dřevčice a Sušice
- k. ú. Heřmánky – Heřmánky
- k. ú. Horky u Dubé – Horky
- k. ú. Korce – Korce a Plešivec
- k. ú. Lhota u Dřevčic – Lhota
- k. ú. Nedamov – Nedamov, Křenov a Panská Ves
- k. ú. Zakšín – Zakšín a Bukovec
- k. ú. Zátyní – Zátyní

Od 1. července 1980 do 30. června 1990 k městu patřily i Vrchovany.

### Symboly
Město má znak, který vychází z městského pečetidla z roku 1727. Návrh praporu zpracovala Mgr Markéta Myšková. V listopadu 1999 návrh projednalo zastupitelstvo města, v květnu 2000 jej posoudil podvýbor pro heraldiku a vexilologii Poslanecké sněmovny Parlamentu České republiky a 13. listopadu 2000 jej městu předseda Poslanecké sněmovny udělil.

## Doprava
Do roku 2017, než byl dokončen obchvat Dubé, procházela středem města silnice I/9, která vede z Prahy přes Mělník a Českou Lípu do Saska. Obchvat se třemi mosty je dlouhý tři kilometry a přišel na 440 milionů Kč bez DPH. Z Dubé vycházejí též silnice II/260 přes Tuhaň do Úštěku, II/259 přes Mšeno do Kosmonos, z místní části Nový Berštejn vychází silnice II/270 na Doksy, Mimoň a Jablonné v Podještědí. Nejbližší železniční trať Bakov nad Jizerou – Jedlová prochází přes Doksy asi devět kilometrů severovýchodně od Dubé.
Dvě státní poštovní autobusové linky, v trase Dubá – Liběchov a Dubá – Doksy, zřídila C. k. provozní správa státních autobusových linií v Dubé 30. července 1908. V prosinci 1909 přibyla linka Dubá – Jestřebí, čímž se správa v Dubé spolu s pardubickou a opavskou stala jednou ze tří největších autobusových správ v českých zemích; v červenci 1914 ujely dubské autobusy 7751 km a přepravily 6995 cestujících, čímž se po Opavě umístila tato správa na druhém místě. Provoz dubských linek byl z důvodu válečného stavu ukončen 29. července 1914.
Za první republiky se Dubá opět stala centrem místní autobusové dopravy. K roku 1929 odtud vyjížděly autobusové linky státní poštovní automobilní správy:
- 771 Dubá – Liběchov
- 776 Dubá – Doksy
- 821 Dubá – Dřevčice – Česká Lípa
- 821a Dubá – Jestřebí – Česká Lípa
- 826 Dubá – Štětí

Po začlenění dosavadní Správy poštovní automobilní dopravy, dominantního státního dopravce, do ČSD v letech 1933–1934 existovala podle ročenky pro rok 1938 autospráva ČSD Česká Lípa, pod niž patřily garáže Dubá a Mladá Boleslav a pobočné garáže Bělá pod Bezdězem, Bor u České Lípy, Cvikov, Děčín, Litoměřice dolní nádraží, Jablonec nad Nisou, Nové Benátky, Turnov.
Po osvobození Dubé v roce 1945 byla zahájena výstavba nových garáží ČSD. V roce 1949 došlo k zásadní reorganizaci a Autospráva ČSD byla převedena pod nově založený národní podnik ČSAD. Dubá se stala součástí okresu Doksy nově zřízeného Libereckého kraje. Výstavba garáží ČSAD v Dubé byla ukončena a následně byl vybudován nový dopravní závod v Bělé pod Bezdězem a Dubá se stala provozovnou dopravního závodu 610 Bělá pod Bezdězem. K další změně dochází v roce 1960, kdy provozovna Dubá je začleněna do nově zřízeného Dopravního závodu se sídlem v České Lípě. K další změně dochází v roce 1963 kdy je ustaven národní podnik Československá státní automobilová doprava, Ústí n. L. s Dopravním závodem 402 Česká Lípa, který sdružuje 4 provozovny (Česká Lípa, Dubá, Mimoň a Nový Bor)
Na autobusovém nádraží zastavují kromě regionálních a dálkových linek tohoto dopravce též dálkové linky dopravců Quick Bus, Josef Hemelík a BusLine z Prahy na Šluknovsko a linka dopravce Jaroslava Štěpánka z Prahy do Jablonného v Podještědí. Na území města Dubá se nachází celkem 25 zastávkových bodů (názvů zastávek), z toho jen 2 (Dubá, aut. nádr. a Dubá, školka) přímo v místní části Dubá, ostatní v připojených vsích či na rozcestích mimo zástavbu.

## Společnost
[potřebuje aktualizovat]
V Dubé funguje několik spolků a občanských sdružení:

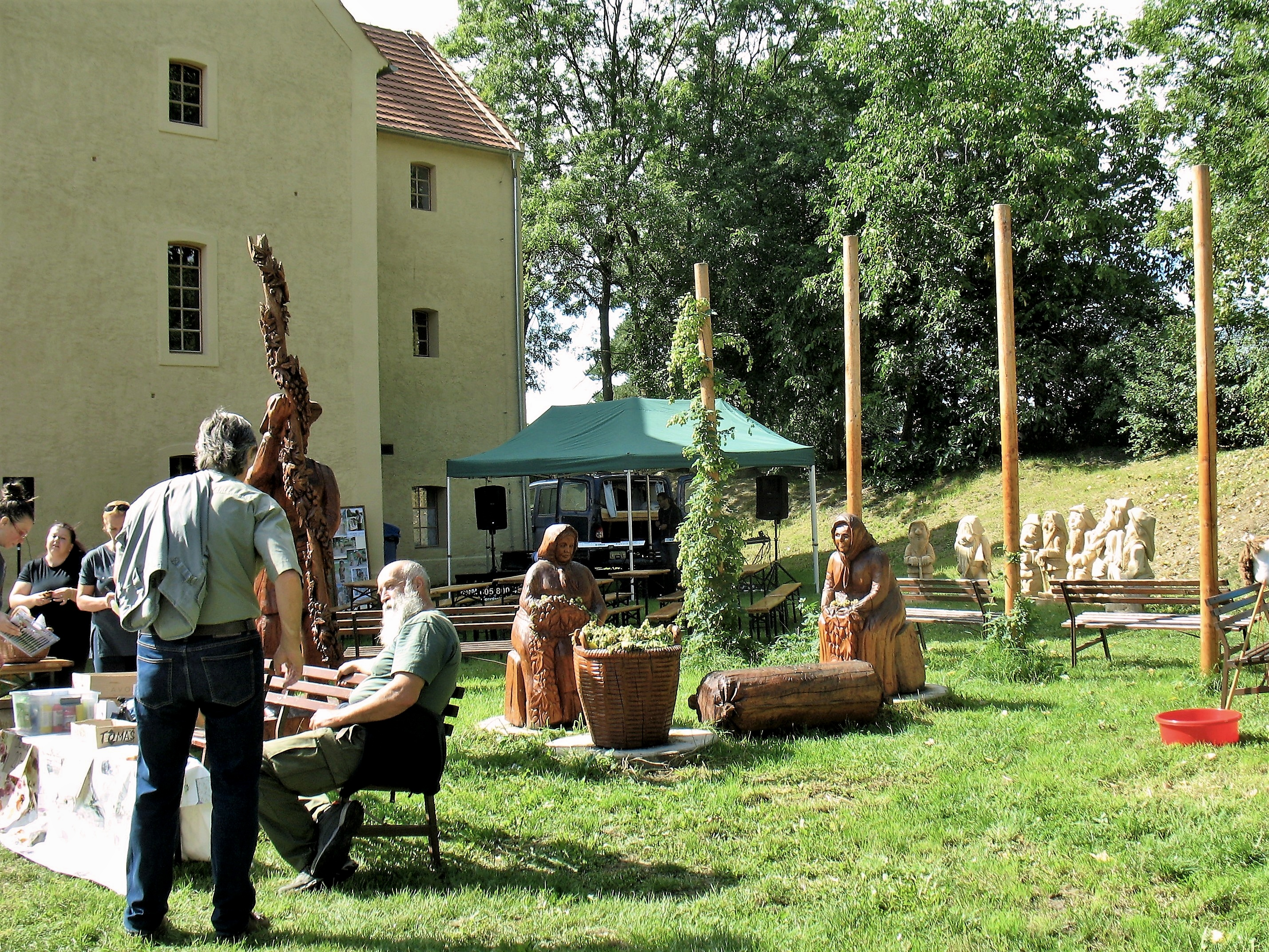
Dny evropského dědictví v areálu sušárny chmele (září 2022)

- TJ Slavoj Dubá – organizuje především kopanou a tenis. Fotbalový tým mužů zakončil sezonu 2010/2011 na 13 místě ve čtrnáctičlenné tabulce I.B třídy Libereckého kraje.[26] O rok později skončili fotbalisté v II. třídě okresního přeboru čtvrtí.[27]

- Sbor dobrovolných hasičů
- Rodinné centrum Klub malých Dubáčků, od roku 2008 pořádá řadu kulturních a společenských akcí pro celé rodiny
- Rybáři
- Podbezdězský spolek intelektuální, poetický a okrašlovací pořádá výstavy a příležitostně jiné kulturní akce
- Bodlinky je název dětské skupiny, která podniká především ekologicky zaměřené akce

Ve městě je k dispozici sál pro společenské akce v budově bývalého Svazarmu. Chátrající budovu hotelu Slavie s divadelním sálem muselo město vykoupit od správce konkurzní podstaty a od roku 2015 je objekt v rekonstrukci. Od roku 2006 funguje Galerie Pošta a příležitostně výstavní prostor v bývalé šatlavě. V autokempu Nedamov se každoročně v polovině srpna pořádá jazzový festival a v červenci a srpnu letní kino. Město vydává svůj měsíčník Dubáček a na internetu je jeho obdoba. V rámci Dnů evropského dědictví je každoročně zpřístupněna historická sušárna chmele, kterou město rekonstruuje od roku 2017, a v jejím areálu se odehrává pestrý kulturní program.

## Pamětihodnosti
Historické jádro města je městskou památkovou zónou.

### Kostel Nalezení svatého Kříže

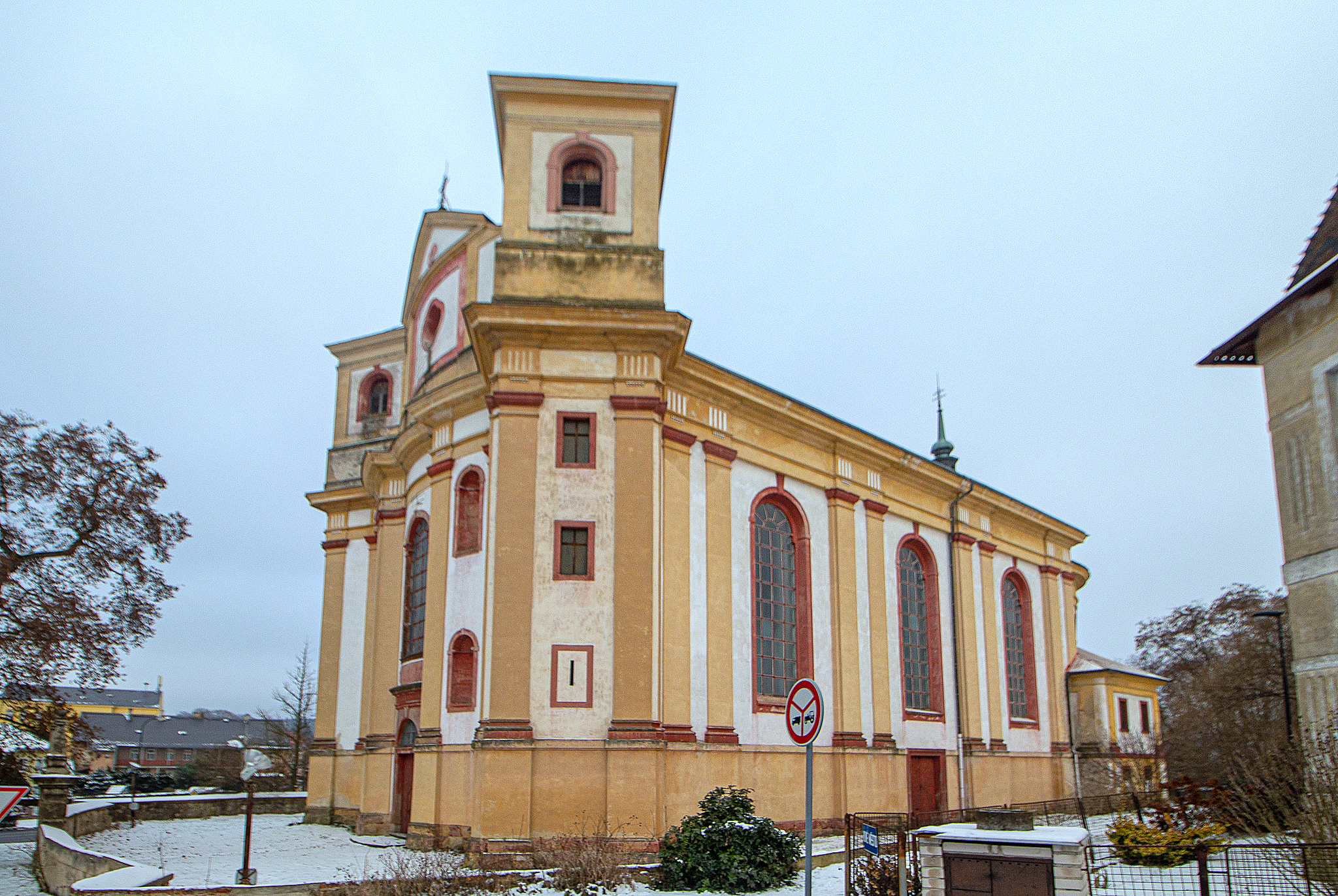
Kostel Nalezení sv. Kříže

Kostel Nalezení svatého Kříže byl postaven v letech 1744–1760 nákladem hraběte Františka Karla Sweert-Sporcka pravděpodobně architektem Anselmem Luragem. Barokní báně věží shořely při požáru v roce 1845 a věže byly následně zastřešeny jen nízkými stříškami. Kostel byl poškozen i při bombardování v roce 1945. Zařízení je rokokové od Fr. Adámka a J. Chládka, hlavní oltářní obraz je signován „FB 1755“, obraz Nanebevzetí Panny Marie od F. J. Richtera z roku 1729 pochází ze zrušeného kostela, původně zasvěceného sv. Kateřině, posléze Nanebevzetí Panny Marie. Hřbitov kolem kostela byl zrušen v roce 1855, sochy sv. Václava a sv. Ludmily, které stály na schodišti u bočního vchodu kostela, byly v nedávné době zcizeny. U kostela stojí socha sv. Jana Nepomuckého z roku 1740, přenesená sem od farní zdi. Nedaleko kostela je farní budova z roku 1736.

### Sušárna chmele

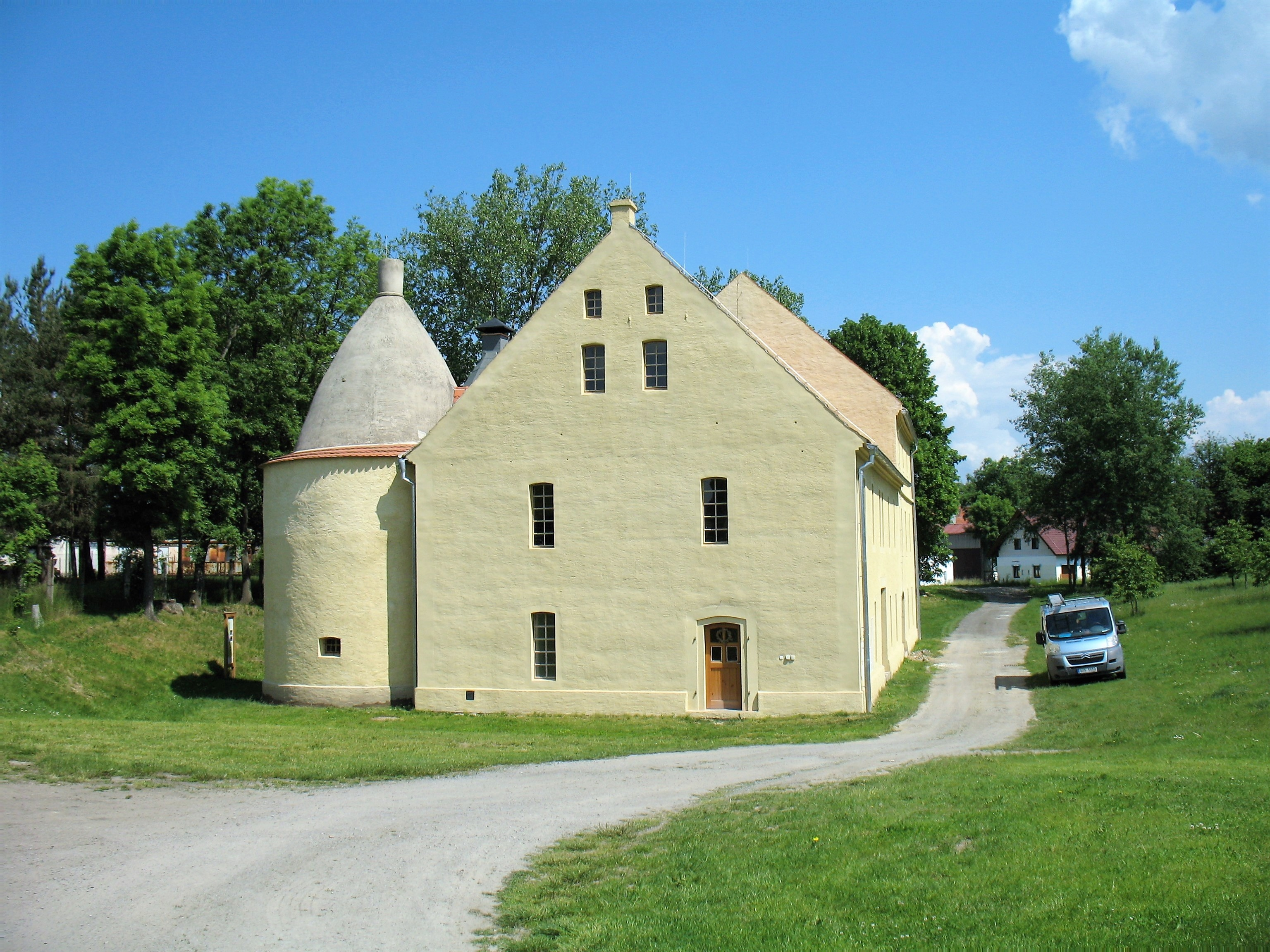
Sušárna chmele v Dubé

Nejstarší písemný doklad o existenci sušárny a sířírny chmele na jižním okraji města Dubá je z roku 1877. V Dubé je doloženo v době největší produkce chmele šest sušáren a síříren, z nichž se pouze tato dochovala víceméně v původním stavu, proto je cennou technickou památkou. Protože byly zničeny stavební spisy z předválečného období, není možné vysledovat průběh stavby a přestaveb objektu. Prvními majiteli a pravděpodobně i staviteli byli manželé Langhansovi z čp. 133 v Dubé. Počátkem roku 1877 sušárnu koupili obchodníci s chmelem J. Grundfest z Horní Vidimi a A. Sommer z Prahy. Koncem 19. století došlo k rozšíření sušárny, přistavěna byla severní část. Tomu odpovídá i datum nad jedním z vchodů – 1889. V roce 1904 získali sušárnu manželé Grundfestovi z Dubé a v listopadu roku 1924 ji koupili i s vybavením manželé Reichmannovi z čp. 40 v Dubé, kteří ale vše s obavou před hrozící rasovou perzekucí v roce 1936 odprodali chmelařskému spolku Hopfenbau-Verband des Daubaer Grünlandes v Dubé. V prosinci 1943 se majitelem sušárny stala společnost Hopfenverkehrsgenossenschaft v Dubé.
Po druhé světové válce byla sušárna konfiskována a v únoru 1950 přidělena Hospodářskému družstvu skladištnímu a výrobnímu v Dubé. Později se stala majetkem Státního statku, který zde choval kuřata – brojlery. Státní statek objekt posléze předal Městu Dubá. Dosud zachovaná jižní věž byla opravena státním statkem, druhou provizorně zastřešilo a zdivo nechalo opravit Město Dubá. Tyto věže jsou svým kruhovým tvarem v Čechách neobvyklé, obdobné se častěji nacházejí v Anglii. Sušení v nich probíhalo na sítech a dřevěných roštech, který je v jižní věži dosud zachovaný, pravděpodobně pomocí přímého vytápění v přízemí věží.
Vlevo od sušárny v místech dnešních zahrádek býval morový hřbitov pro oběti velkého moru v roce 1680, velký kříž, který místo označoval se nyní nachází u kostela.

### Ostatní pamětihodnosti

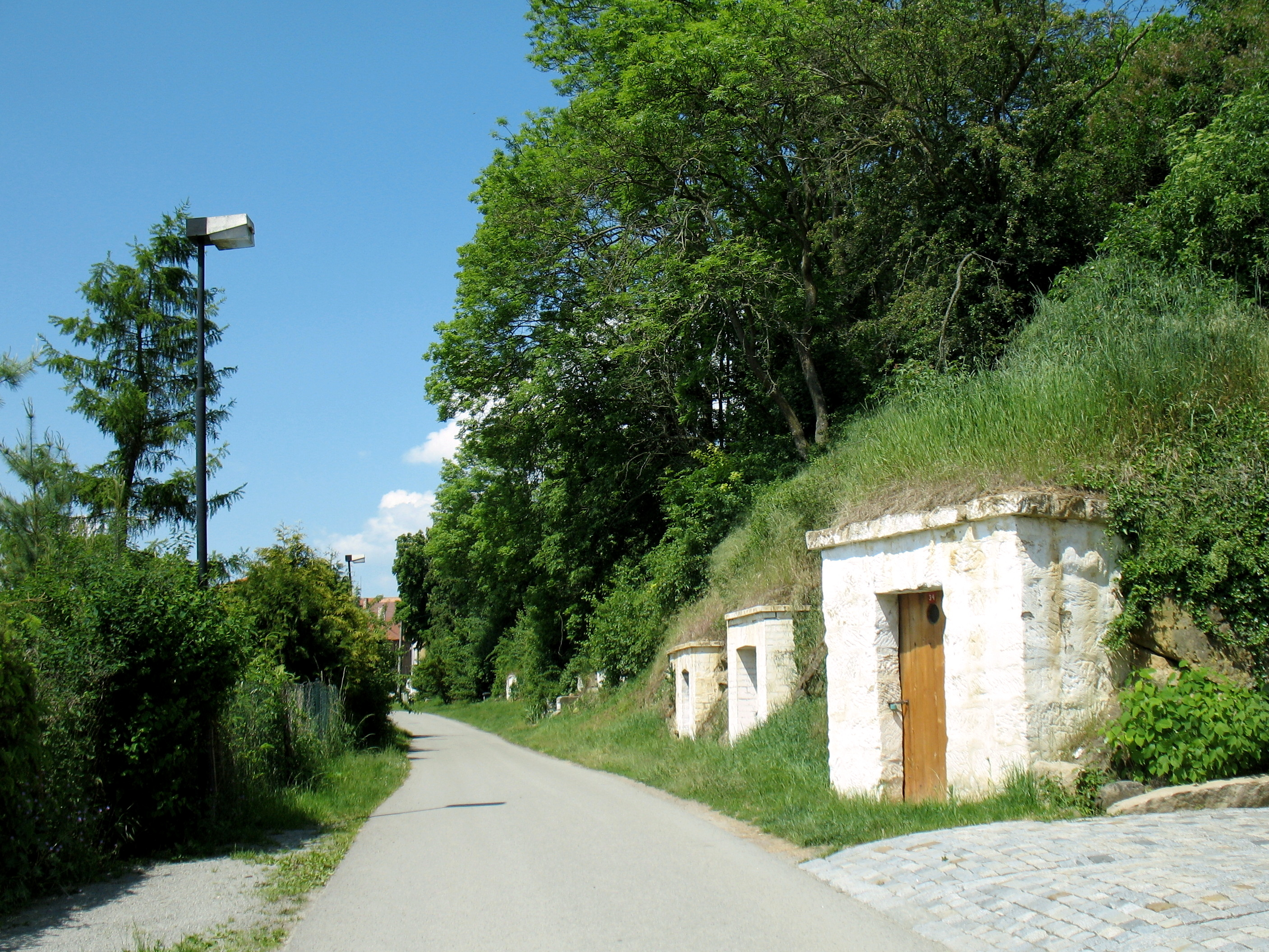
Památkově chráněné skalní sklípky v Sadové ulici

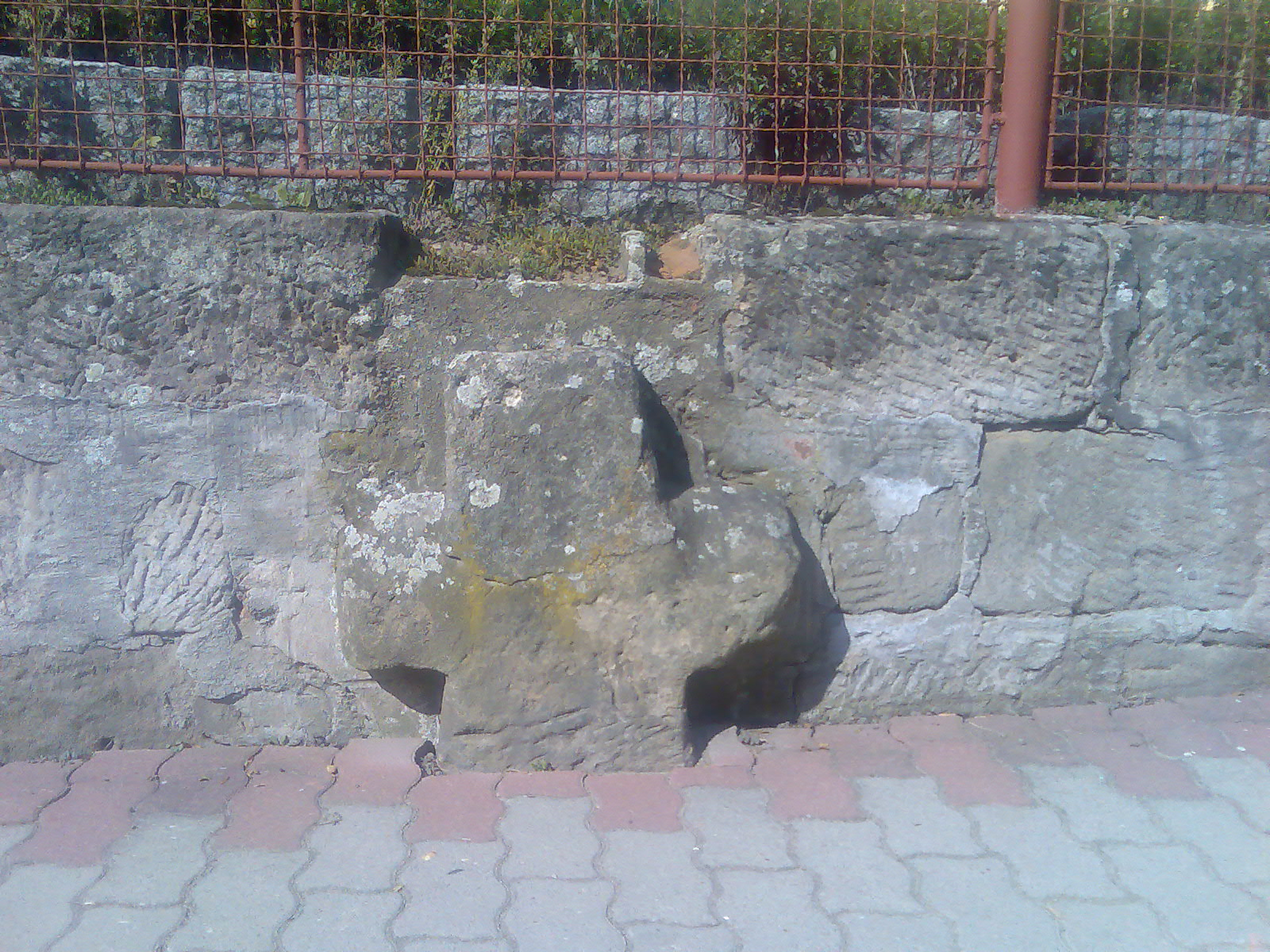
Zazděný smírčí kříž v Českolipské ulici

- Sloup Nejsvětější Trojice z roku 1726 na náměstí
- Smírčí kříž zazděný v opěrné zdi u domu čp. 271 v Českolipské ulici
- Socha sv. Floriana u máchadla
- Českobratrská modlitebna čp. 87
- Hotel Slávie
- Socha sv. Jana Nepomuckého z r. 1740
- Empírová radnice z r. 1851 na náměstí
- V ulicích Sadová a Jana Roháče z Dubé se v navazujícím svahu nachází 54 sklípků vybudovaných v období 1839–1865. Sklípky byly zapsány mezi kulturní památky a město je postupně opravovuje.[31]

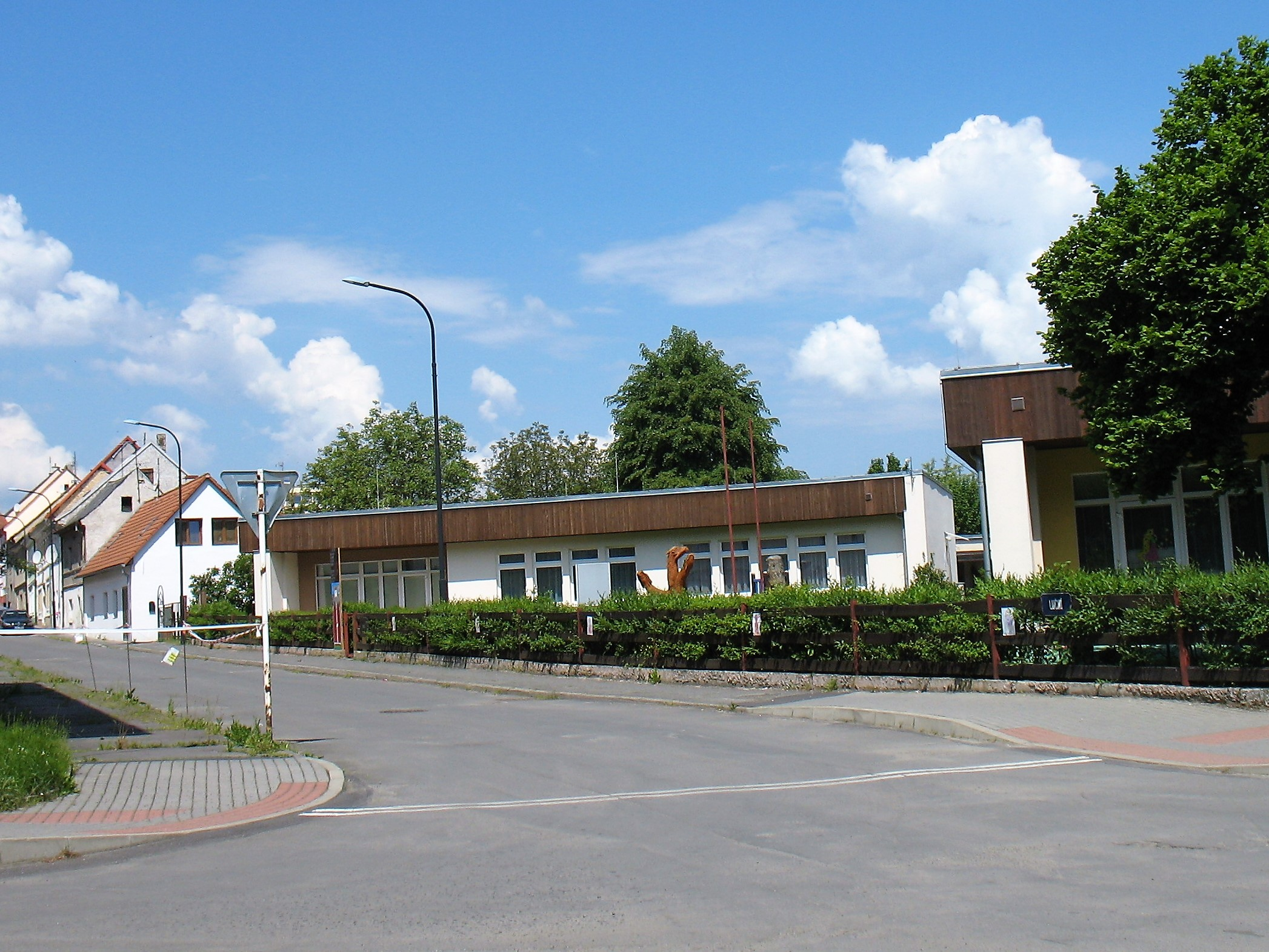
Městská knihovna

### Socha svatého Prokopa
Socha sv. Prokopa stojí asi 1 km jihovýchodně od Dubé nedaleko místa, kde Ignác Schiffner ubil chmelovou tyčí k smrti svého otce. Brzy po vraždě byl popraven vpletením do kola v Mladé Boleslavi. Tato příhoda byla inspiračním zdrojem pro báseň Máj Karla Hynka Máchy.

### Další místa
- Křížový kámen (pravděpodobně smírčí kříž) s nesouměrně zaoblenou horní hranou. Přední strana k silnici má zahloubený reliéf latinského kříže, zadní strana je hladká. Stojí v podezdívce plotu domu číslo 105 při hlavní silnici (ulice Českolipská) poblíž křižovatky s Dlouhou ulicí.
- Velký beškovský vrch
- Blízká zřícenina Chudý hrádek
- jeskyně poustevníka a Boží hrob se sochou Krista, ke kterému vedla ze Studeného dolu křížová cesta.

## Osobnosti
S Dubou je spojována řada osobností kulturního a veřejného života. Bohumil Kinský, učitel z České Lípy, aktivní činitel Klubu českých turistů, fotograf, historik a autor turistických průvodců, vydal v roce 1936 u příležitosti stého výročí Máchova úmrtí svou nejobsáhlejší publikaci Dubské Švýcarsko. V Dubé žila a působila spisovatelka Markéta Reichmannová-Bělská a profesorka Mia Visconti-Pollitzer.[zdroj?]
- Karel Hynek Mácha – básník několikrát procházel Dubou při svých cestách do Doks a na hrady Housku či Bezděz. Z návštěv Starého a Nového Berštejna se dochovala Máchova perokresba a akvarel. Děj jeho Máje byl inspirován událostí, k níž došlo v květnu 1774 u Rozprechtic, kdy zde Ignác Schiffner zavraždil svého otce Antonína.[32]
- Jiří Mahen – básník a spisovatel, vlastním jménem Antonín Vančura. Pocházel z Čáslavi, jeho otec po úpadku své živnosti  působil 12 let v Dubé jako pomocník zdejšího kazatele Jednoty bratrské a kolportér náboženské literatury. Jiří Mahen rok strávil v měšťanské škole v Dubé  a později v době studií v Čáslavi do Dubé jezdil za otcem na prázdniny. Své vzpomínky promítl do statí "Knížka o českém charakteru" a "Mezi Němci", vztah k odkazu K. H. Máchy vyjádřil ve studii "Máchovská krajina".[32]
- Jiří Weil  – po druhé světové válce žil spisovatel ve svém domku ve Vrchovanech. Od roku 1948 se stal tzv. kulturním patronem Dubska, organizoval kulturní život ve vesnicích, besedy a přednášky. Obraz zdejší krajiny zachytil ve svém díle "Harfeník" z roku 1958.[32]
- Marie Majerová – spisovatelka krátce působila na Dubsku jako kulturní patronka, téma zdejších přírodních krás se objevilo v některých jejích fejetonech a v povídce "Tři kamarádi".[32]
- Gustav Zvěřina – kazatel Jednoty bratrské, v Dubé působil v letech 1948 až 1980. V roce 1959 se podílel na obnově expozic místního muzea, které však bylo po roce 1960 zrušeno. Spolupracoval s českolipským okresním muzeem při mapování kulturních památek v Dubé a okolí a zpracování jejich soupisu.[32]

## Partnerská města
- Mirsk, Polsko[33]